# Lobesiodes
Lobesiodes là một chi bướm đêm thuộc phân họ Tortricinae của họ Tortricidae.

## Các loài
- Lobesiodes euphorbiana (Freyer, 1842)
- Lobesiodes occidentis (Falkovitsh, 1970)